# گوزن شومبورگ
گوزن شومبورگ (نام علمی: Rucervus schomburgki) نام یک گونه از سرده گوزن‌های هندوچین است.